# Ali al-Wardi
Pour les articles homonymes, voir Wardi.
Ali al-Wardi (arabe : علي الوردي) est un sociologue et historien irakien, spécialisé dans le domaine de l'histoire sociale. Il est connu pour avoir adopté des théories sociales modernes, qu'il a appliquées à l'analyse de la société iraquienne. Il est un pionnier de la laïcité en Iraq.

## Biographie
Il est né en 1913 dans le district de Kadhimiya (en) au nord de Bagdad,. Il doit son nom au fait que son arrière-grand-père  travaillait dans l'industrie de la distillation de l'eau de rose (warda signifie rose). Il abandonne l'école en 1924 pour travailler chez un parfumeur. Il est ensuite employé par un apothicaire, mais il est congédié parce qu'il préfère la lecture à son travail. Il est boursier à l'Université américaine de Beyrouth où il décroche son baccalauréat. Il poursuit des études supérieures à l'Université du Texas, où il obtient une maîtrise en 1948 puis un doctorat en 1950, pour une thèse sur Ibn Khaldoun. Il est alors nommé professeur de sociologie à l'université de Bagdad,. Nommé professeur émérite en 1970, il prend sa retraite en 1972 pour se consacrer à l'écriture. Il a pour ami Salama Mousa.
Le docteur Ali al-Wardi est mort en juillet 1995,.

## Œuvre
Il est considéré comme un pionnier de la sociologie en Iraq.
Né à l'époque la défaite de l'Empire ottoman, il estime que cet événement a été pour l'Iraq une occasion de s'ouvrir au reste du monde et qu'il lui doit la possibilité qu'il a eue de poursuivre ses études,.
Il a écrit plusieurs livres qui révèlent l'influence d'Ibn Khaldoun dans son approche de la sociologie. Il n'adhère pas aux idéologies alors dominantes, le marxisme et le panarabisme, ce qui lui vaut des critiques. Il est l'un des principaux auteurs à avoir étudié la société iraquienne. Il la décrit comme tendue par la contradiction entre la culture bédouine et les valeurs de la civilisation moderne, les valeurs nomades et les valeurs urbaines. La géographie du pays explique en partie ces tensions : la présence des deux fleuves a favorisé la naissance de la civilisation, mais la proximité du désert ouvre le pays aux influences extérieures et aux invasions. De ces contradictions résulte en Iraq une « culture de la division » pathologique. Dans la société moderne iraquienne persiste la 'asabiyya, esprit de corps ou sentiment d'appartenance à un groupe, qui lie l'individu à son quartier, à sa ville, et à son groupe religieux. Le nationalisme ou l'islamisme ne sont que de nouvelles formes de ce tribalisme, facteur de divisions. C'est ainsi que les sociétés arabes en général se caractérisent par une forme de schizophrénie, due à la contradiction entre leurs valeurs anciennes et la modernité.
Il relativise le rôle, dans l'histoire, des idées et des croyances, pour mettre en avant celui de l'individu et de sa personnalité et celui de la nature humaine,. Ce rôle de la psychologie individuelle a pu lui être inspiré par l'étude de Robert Morrison Maclver.
Il appelle à dépasser le schisme entre sunnites et chiites, lié à des circonstances historiques dépassées. Il dénonce l'instrumentalisation de la religion par la politique et reproche à certains clercs d'avoir en vue leur intérêt personnel quand ils se mettent au service des dirigeants politiques. Il invite les Iraquiens à se réformer eux-mêmes avant d'espérer réformer leur société. Selon lui, seule la démocratie peut permettre au peuple iraquien de dépasser ses divisions en clans et sectes. Il critique la révolution de 1958 qui renverse la monarchie par un coup d'État.
Ses prises de position lui attirent des critiques. L'un de ses livres est interdit, et les autorités lui interdisent de quitter l'Iraq.

## Publications
Son œuvre a été peu traduite.
Traduit en anglais
- Social Glimpses of Iraq's Modern History (Lamhât ijtimâ 'iyya min târîkh al-'lrâq al-hadîth). Six tomes, Histoire de l'Iraq du règne ottoman jusqu'en 1924. En cours de traduction en français[4].
- Ibn Khaldun and Islamic thought-styles : a social perspective.

En arabe
- Wuʿ âz as-salâtîn (« Les sermons des sultans »).
- Mantiq ibn Khaldun (« La logique d'Ibn Khaldoun »).
- Mahzalat al-ʿaql al-bashari (» Une parodie de l'esprit humain »).
- Dirâsa fi tabî'at al-mujtama 'al-'irâqî (« Une étude sur la nature de la société irakienne »), 1965.
- Shakhsiyyat al-fard al-'irâqî (« La personnalité de l'individu irakien, étude du psychisme du peuple irakien à la lumière de la sociologie moderne »), 1951.
- al-'aḥlâm bayn al-ʿilm wa l-ʿaqida (« Les rêves entre science et croyance »)
- 'usṭurat al-'adab al-rafi (« Saga de la grande littérature »).

## Liens
- Notices d'autorité :   - VIAF
  - ISNI
  - BnF (données)
  - IdRef
  - LCCN
  - GND
  - Pays-Bas
  - Israël
  - NUKAT
  - Suède
  - WorldCat